# ماركو زامبيلي
ماركو زامبيلي (22 أغسطس 1985 في إيطاليا - ) هو لاعب كرة قدم إيطالي في مركز الدفاع. شارك مع منتخب إيطاليا تحت 17 سنة لكرة القدم ومنتخب إيطاليا تحت 18 سنة لكرة القدم ومنتخب إيطاليا تحت 20 سنة لكرة القدم ومنتخب إيطاليا تحت 21 سنة لكرة القدم. أما مع النوادي، فقد لعب مع نادي إمبولي ونادي بريشيا.

## وصلات خارجية
- ماركو زامبيلي على موقع قاعدة بيانات كرة القدم.إي يو (الإنجليزية)
- ماركو زامبيلي على موقع Soccerway.com (الإنجليزية)
- ماركو زامبيلي على موقع عالم كرة القدم.نت (الإنجليزية)
- ماركو زامبيلي على موقع AS.com (الإسبانية)